# The Magnificent Seven (2016)
The Magnificent Seven (Brasil: Sete Homens e um Destino / Portugal: Os Sete Magníficos) é um filme norte-americano de 2016 do gênero western, dirigido por Antoine Fuqua e com roteiro de Nic Pizzolatto e Richard Wenk. É um remake do filme de 1960 com o mesmo nome, que, por sua vez, é uma regravação do filme japonês de 1954 Os Sete Samurais. O filme é estrelado por Denzel Washington, Chris Pratt, Ethan Hawke, Vincent D'Onofrio, Lee Byung-hun, Manuel Garcia-Rulfo, Martin Sensmeier, Haley Bennett e Peter Sarsgaard. Foi o último filme do compositor James Horner, que faleceu após compor parte da trilha sonora, continuada por seu amigo Simon Franglen. 
As filmagens começaram em 18 de maio de 2015, ao norte de Baton Rouge, Louisiana. A première de The Magnificent Seven ocorreu em 8 de setembro de 2016 no Festival Internacional de Cinema de Toronto e o filme foi lançado nos Estados Unidos em 23 de setembro do mesmo ano, em salas convencionais e IMAX. O filme recebeu críticas variadas, embora o elenco tenha sido elogiado.

## Sinopse
Em 1879, o barão ladrão e industrialista Bartholomew Bogue assume o controle do vilarejo fronteiriço de Rose Creek e submete seus habitantes a trabalhos forçados em suas minas. Bogue incendeia a igreja local após uma assembleia de moradores denunciar suas atividades e executar um grupo de moradores revoltosos, liderado por Matthew Cullen. A viúva de Matthew, Emma Cullen, e seu amigo, Teddy Q., partem em busca de caçadores de recompensas para ajudar a libertar a cidade. Eles recrutam Sam Chisolm, um U.S. Marshal negro, que só se interessa na missão ao descobrir o envolvimento de Bogue. 
Com a ajuda de Emma e Teddy, Chisolm recruta o fora-da-lei Joshua Faraday, o fugitivo mexicano Vasquez, o ex-atirador Confederado Goodnight "Goody" Robicheaux e seu parceiro coreano Billy Rocks, e o lendário apostador de cartas Jack Horne. O grupo encontra um guerreiro comanche chamado "Red Harvest" e o convence a participar da missão.
O grupo entra em Rose Creek e elimina 34 mercenários de Bogue. Chisolm envia o corrupto xerife Mr. Harp de volta a Bogue, com o recado de que ele agora controla o vilarejo. Chisolm imagina que Bogue irá retornar com um exército em sete dias; os Sete libertam trabalhadores forçados de uma mina de Bogue e fortificam o vilarejo e treinam os moradores em combate de armas. Enquanto isso, Bogue recebe as notícias da libertação de Rose Creek, executa Harp por sua falha e convoca seu aliado comanche Denali e seu braço direito McCann. Robicheaux, amedrontado por suas lembranças da Guerra Civil e temendo sua morte, abandona a cidade antes da chegada de Bogue. Emma se une aos Sete no lugar de Robicheaux. 
Na manhã seguinte, Bogue e seu exército atacam Rose Creek, que foi cercada por armadilhas e explosivos. Faraday é atingido por McCann, que é morto por Vasquez. A linha de defesa é derrotada e Robicheaux reaparece para ajudar o grupo. Bogue e seus homens disparam uma Gatling contra o vilarejo, matando moradores de Rose Creek e seus próprios mercenários. Como estão em menor número, os Sete evacuam os moradores sobreviventes e armam sua última defesa. Horne protege o ferido Teddy Q das rajadas inimigas, mas é morto por Denali, que é depois morto por Red Harvest. 
Robicheaux e Billy são mortos por uma segunda rajada de balas. Faraday confronta o grupo e destrói a Gatling com uma dinamite restante, eliminando o restante dos mercenários de Bogue. Bogue e seus dois guarda-costas entram na cidade em busca de Chisolm. Após executar os dois mercenários, Chisolm confronta Bogue e atira em sua mão. Bogue tenta se proteger na igreja e Chisolm revela que sua família foi linchada em 1867 por soldados ex-Confederados que haviam sido contratados por Bogue para expulsar fazendeiros do Kansas. Chisolm insiste para que Bogue se arrependa dos crimes e tenta garroteá-lo. Bogue tenta disparar um revólver escondido em sua bota quando é atingido por Emma. 
Os moradores retornam a Rose Creek e agradecem Chisolm, Vasquez e "Red Harvest" enquanto o bando segue viagem. Faraday, Robicheaux, Billy e Horne são enterrados como heróis nas cercanias do vilarejo. Emma descreve o sacrifício dos Sete como "magnífico".

## Elenco
Os Sete Homens
- Denzel Washington como Sam Chisolm, um caçador de recompensas, e líder dos Sete.
- Chris Pratt como Josh Faraday, um jogador com uma predileção por explosivos.
- Ethan Hawke como Goodnight Robicheaux, um atirador.
- Vincent D'Onofrio como Jack Horne, um perseguidor.
- Byung-hun Lee como Billy Rocks, um assassino.[4]
- Manuel Garcia-Rulfo como Vasquez, um bandido mexicano.
- Martin Sensmeier como Red Harvest, um guerreiro Comanche.

Outros Personagens
- Peter Sarsgaard como Bartholomew Bogue, um industrial corrupto
- Haley Bennett como Emma Cullen, uma jovem que contrata o Sete
- Matt Bomer como Matthew Cullen, O marido de Emma, que é morto por Bogue
- Luke Grimes como Teddy Q
- Jonathan Joss como Denali
- Cam Gigandet como McCann
- Sean Bridgers como Fanning
- Billy Slaughter como Josiah

## Produção

### Concepção
"Eu costumava me recordar de quando era um garoto de 12 anos de idade, quando eu era criança assistindo-o junto a minha avó, qual era o sentimento que tinha? Quão engraçado era? Quão legais eles eram? Para mim, eu sempre tive minha avó em mente quando faço um filme. Ela gostaria deste filme?"

— Antoine Fuqua sobre sua concepção do remake.
Em 2012, o filme foi anunciado como na fase inicial, incluindo a possibilidade ser estrelado por Tom Cruise e co-estrelado por Kevin Costner, Morgan Freeman e Matt Damon. Em dezembro de 2013, Cruise deixou o projeto quando John Lee Hancock foi contratado para escrever um novo roteiro. No início de 2014, o presidente da MGM Gary Barber e seus sócios contactaram Antoine Fuqua para análise do roteiro de Richard Wenk e Nic Pizzolatto, enquanto o primeiro ainda dirigia Southpaw.
Fuqua afirma apreciar filmes de faroeste desde a infância e afirmou que sua avó, com quem costumava assistir filmes como Shane (1953) e The Searchers (1956), foi uma das suas maiores inspirações profissionais. Fuqua também tentou manter-se fiel aos temas abordados em Seven Samurai, no qual este novo projeto é baseado.
Segundo o cineasta, refazer este filme foi importante por conta do cenário de tirania e terrorismo ainda prevalecer como no filme original. Fuqua afirmou que há uma forte necessidade das pessoas de servir, que é o significado de samurai - "servir". Fuqua nunca imaginou que teria a chance de dirigir um filme do gênero e inicialmente rejeitou a proposta da companhia, alegando grande respeito por Akira Kurosawa e sua obra original. 

### Seleção de elenco
Fuqua buscou compor um elenco diverso, incorporando atores de variadas etnias, como o afro-americano Denzel Washington, o coreano Lee Byung-hun e o mexicano Manuel Garcia-Rulfo. Além disto, garantiu um papel de destaque a Haley Bennett de forma que sua personagem não se encaixasse em estereótipos. Segundo o diretor, tal decisão reflete muito mais a realidade histórica do que tentar adaptá-la aos dias atuais. "Havia uma dezena de cowboys negros, vários nativo-americanos; asiáticos trabalhando nas ferrovias. A verdade sobre o Oeste é muito mais moderna do que os filmes têm sido." Quando reuniu-se com os executivos do estúdio para uma seleção preliminar do elenco, Fuqua percebeu que todos os atores eram brancos e considerou um rumo problemático já que desejava que o público se identificasse com os personagens. Os atores foram contratados entre dezembro de 2014 e julho de 2015. Em certo momento, Jason Momoa expressou interesse no projeto, mas cancelou as negociações por conta das filmagens de Aquaman. Todo o elenco passou por um pequeno treinamento sobre o comportamento cowboy antes do início das filmagens, sendo que alguns atores passaram por um acampamento militar para aprimorar suas habilidades físicas.
O personagem de Denzel Washington, o caçador de recompensas Sam Chisolm, foi adaptado de Chris Adams (interpretado por Yul Brynner no filme original). The Magnificent Seven é o primeiro trabalho do ator no gênero faroeste. Filho de um rígido pastor protestante, Washington não costumava assistir a filmes do gênero durante sua adolescência, que coincidia com o aparente declínio do cinema western. O ator e seus primos assistiam filmes de inspiração bíblica, como King of Kings e The Ten Commandments. Washington não assistiu ao filme original, tendo assistido Seven Samurai durante sua preparação para o papel. Esta foi uma decisão arbitrária sua por pensar que assistir ao filme de 1960 não o ajudaria na composição do personagem. "Não assistir me permitiu fazer o que quisesse fazer. Ao invés de tentar não repetir o que alguém já havia feito". Assim como em seus filmes anteriores, Washington começaria o dia se ajoelhando e orando, "pedindo perdão por todos os seus erros". Fuqua afirma que Washington, com quem já havia colaborado em outras duas produções, foi sua primeira escolha para o elenco. No entanto, os produtores não contavam com a presença do ator por conta do gênero do filme. Fuqua viajou a Nova Iorque para negociar com o ator, que prontamente aceitou a oferta.
Chris Pratt descreveu seu personagem Josh Faraday como "um pouco raposa, um trapaceiro. Ele é um apostador, um bêbado. Ele ama mulheres, mas é mortal em um duelo de armas." Assim como Washington, Pratt também estreou no gênero western com este filme. Pratt passou a assistir filmes do gênero já adulto durante as filmagens e cita Gary Cooper como o responsável por mudar sua opinião sobre este estilo. Fuqua, mesmo sabendo da relutância do ator para com filmes de faroeste, contactou-o e Pratt retornou dias depois cantando "Oh Shenandoah". Fuqua afirmou: "É ele mesmo. Ele é Steve McQueen".

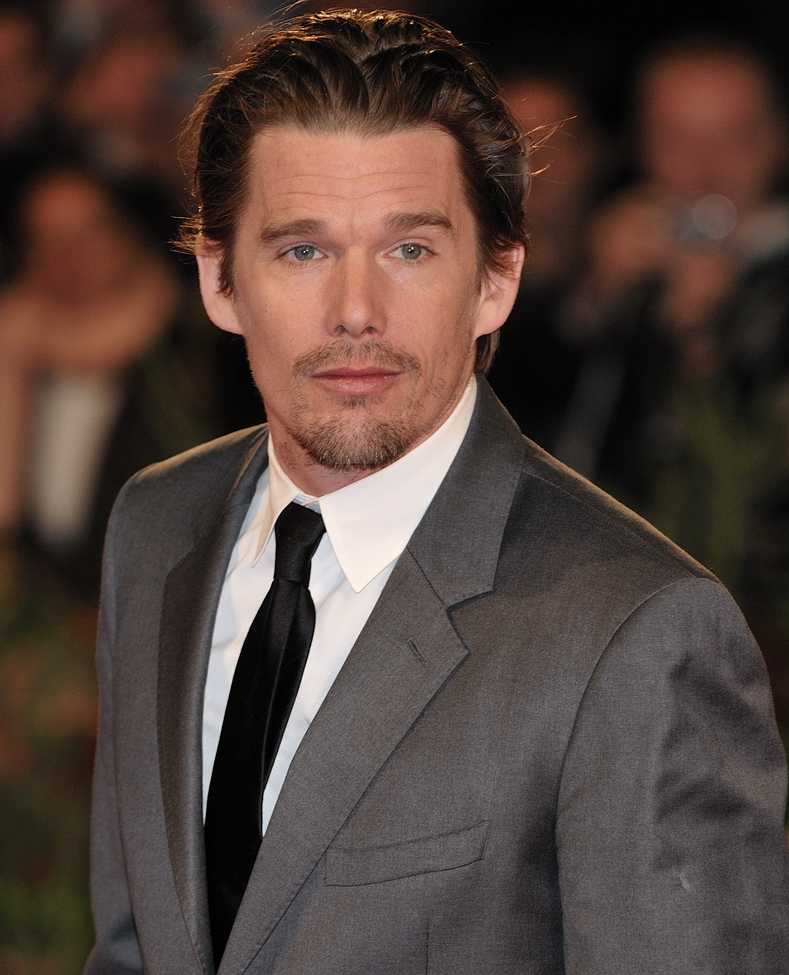
Ethan Hawke foi o primeiro ator a compor o elenco logo após a conclusão do roteiro. Hawke já havia colaborado com Fuqua e Washington em Training Day, de 2002.

A abordagem de Fuqua para o ex-soldado confederado Goodnight Robicheaux (personagem de Ethan Hawke) era de imaginá-lo como se Nick Chevotarevich - personagem de Christopher Walken em The Deer Hunter - , fosse um veterano da Guerra Civil emocionalmente desequilibrado. Hawke foi o primeiro a ingressar no elenco após a conclusão do roteiro. O ator conheceu Washington e Fuqua durante a estreia de The Equalizer em 2014 e, sabendo que um remake de The Magnificent Seven estava em pré-produção, pediu um papel junto ao elenco. O filme marca a terceira colaboração entre Hawke e Fuqua, após Training Day (2001) e Brooklyn's Finest (2009).
Manuel Garcia-Rulfo descreveu seu personagem Vasquez, um bandido fugido, como alguém "que ama confrontos armados".
Martin Sensmeier realizou diversos testes para o papel de Red Harvest, um pistoleiro comanche. O ator afirma ter se desligado das redes sociais e estudar intensivamente o personagem para garantir uma performance à altura da produção. Scotty Augere, que havia anteriormente trabalhado em Dances with Wolves, ensinou-o a montar a cavalo durante duas horas por dia. 
Vincent D'Onofrio foi escalado como o caçador Jack Horn sob apelos de Ethan Hawke e Chris Pratt, com quem já havia divido as cenas em Jurassic World (2015). Para o papel, D'Onofrio desenvolveu uma voz áspera e aguda para causar a impressão de um homem que vive na floresta e não tem contato com pessoas há anos. Quando foi solicitada uma demonstração de sua voz a Fuqua, o próprio diretor recusou-se a ouvir, pedindo ao ator que surpreendesse a todos durante as filmagens.

### Música
O premiado compositor James Horner era o cotado para a trilha sonora do filme, mas faleceu em junho de 2015 em um acidente aéreo antes mesmo do início das filmagens. No mês seguinte, Fuqua descobriu que Horner já havia começado a trabalhar na trilha sonora e planejava apresentá-la ao estúdio como surpresa. Simon Franglen, seu amigo e produtor musical, assumiu o projeto. A trilha sonora original foi lançada em 16 de setembro de 2016 pela Sony Classical, sendo o terceiro lançamento póstumo de Horner.

### Filmagens
A filmagem principal do filme durou 64 dias, estendendo-se de 18 de maio a 18 de agosto de 2015, no norte de Baton Rouge, Louisiana. Outros locais incluem St. Francisville, Zachary, Ridgway e Novo México. As filmagens em St. Francisville foram concluídas em 29 de maio de 2015. 
A cena da batalha entre "os Sete" e um pequeno exército liderado por Bogue levou três semanas para ser rodada devido às condições climáticas da locação. Em alguns momentos, o elenco teve de esperar que as tempestades passassem. Quando a tempestade se intensificava, o elenco tinha de abandonar as filmagens e retornar dias depois.

## Lançamento

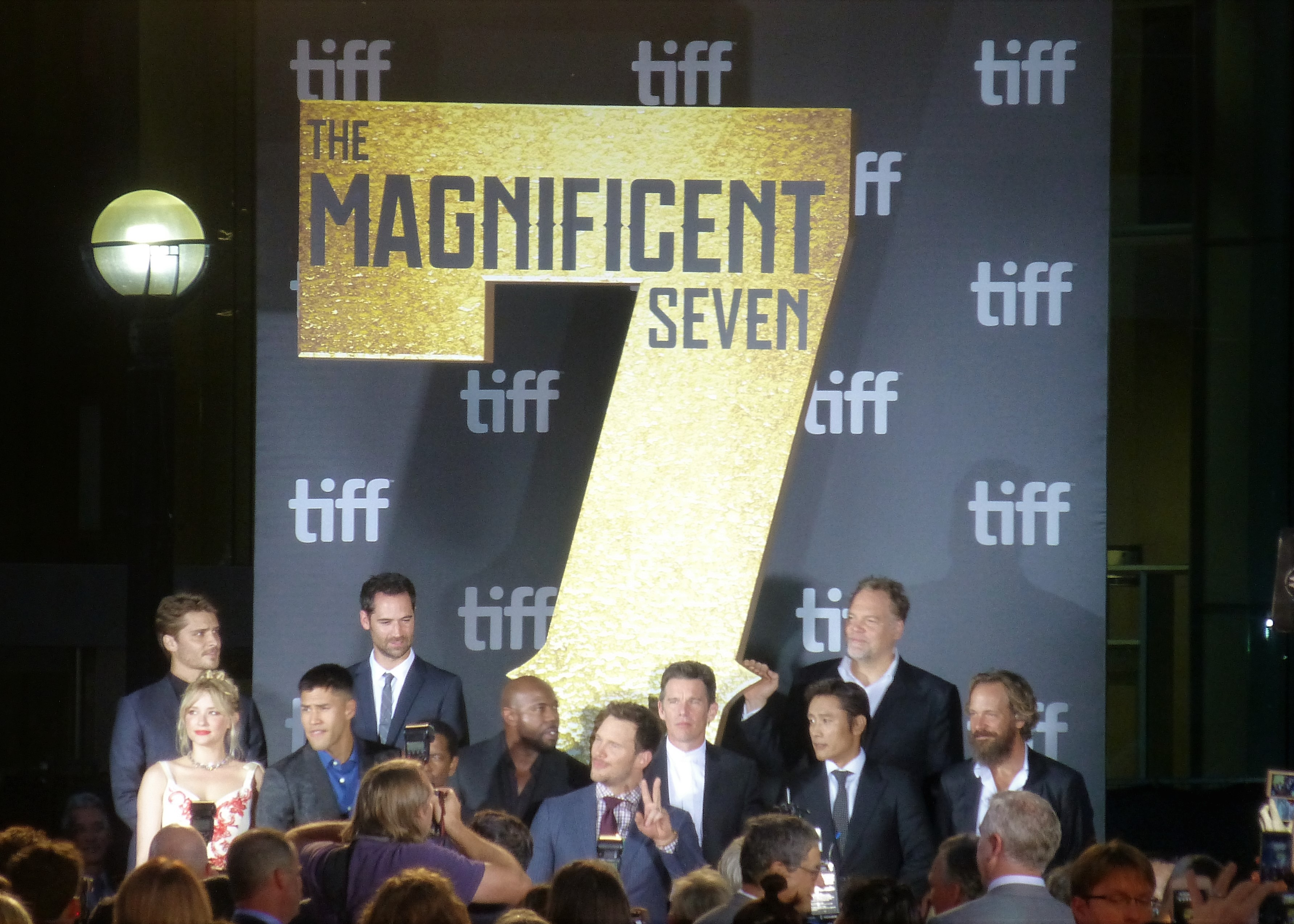
Elenco reunido na première de The Magnificent Seven, durante o Festival de Cinema de Toronto de 2016.

O filme teve sua estreia mundial durante o Festival de Cinema de Toronto, em 8 de setembro de 2016, sendo ainda a produção que encerrou a noite do Festival de Veneza em 9 de setembro. O filme foi inicialmente agendado para 13 de janeiro de 2017, mas a Sony Pictures decidiu adiantar o lançamento para 23 de setembro de 2016.

### Divulgação
A Sony iniciou a promoção do filme em 20 de abril de 2016, lançando o primeiro trailer enquanto o elenco divulgou seus personagens através das redes sociais. No verão, o filme passou a ser divulgado através de comerciais televisivos incluindo trailers durante a final da NBA, os Jogos Olímpicos de 2016 e os BET Awards. A Sony finalizou a campanha de divulgação com presença em eventos esportivos ao vivo, como National Football League, NCAA Football e jogos locais da Major League Baseball, bem como estreias antecipadas em sua programação original, como Empire, The Voice, American Horror Story, Fear the Walking Dead e 'Designated Survivor. 

## Recepção

### Desempenho comercial
The Magnificent Seven arrecadou 93.4 milhões de dólares nos Estados Unidos e Canadá e 68.9 milhões de dólares em outros países e territórios, somando um total de 162.4 milhões de dólares em todo o mundo, após uma produção de 90 milhões. O filme teve uma estreia global em 2D IMAX de 4.3 milhões de dólares em 606 salas de cinema.
América do Norte
Nos Estados Unidos e Canadá, o filme foi lançado juntamente com Storks com estimativas de arrecadar 30 milhões de dólares na estreia, enquanto outros apontavam como 50 milhões, o que o tornaria o maior lançamento do mês de setembro em todos os tempos. O filme estreou em 3.674 salas de cinema e contou com o benefício de ser executado em todos os cinemas IMAX por uma semana e em diversas salas D-Box. The Magnificent Seven arrecadou 1.7 milhão de dólares das pré-visualizações de terças-feiras e 12.7 milhões em seu primeiro dia. O filme arrecadou 35.7 milhões de dólares em sua semana de estreia, dos quais 2.9 milhões de dólares vieram de 372 salas IMAX, liderando as bilheterias. Além disto, tornou-se a terceira maior bilheteria de filme western, superado apenas por Rango (38 milhões) e Cowboys & Aliens (36.4 milhões). É também a segunda maior estreia de Fuqua e a terceira maior estreia de Washington.
De acordo com o jornal Los Angeles Times, o filme foi lançado nos cinemas na época em que o gênero western lutava para atrair grandes públicos e obter maiores lucros, uma vez que o público demonstrou uma considerável falta de interesse pelo estilo desde a década de 1970. Nos anos recentes, o gênero obteve memoráveis fracassos de bilheterias, como Cowboys & Aliens (2011) e The Lone Ranger (2013), porém também alcançou sucesso e aclamação crítica em produções como True Grit (2010) e Django Unchained (2012). A repercussão do filme na América do Norte foi atribuída às atuações de Denzel Washington e Chris Pratt que são, segundo os analistas de cinema, os únicos dentre uma série de estrelas a atrair grandes públicos aos cinemas, e também à direção de Fuqua. O site Deadline Hollywood mencionou que o orçamento de produção também tem papel importante no sucesso de um filme. Em comparação a filmes recentes do gênero, The Magnificent custou 90 milhões de dólares aos estúdios, sem contar os custos de divulgação e marketing. O site aponta que "o truque é manter os orçamentos razoáveis", ao contrário de The Lone Ranger, que custou 215 milhões de dólares em produção, e Cowboys & Aliens, que custou 163 milhões. O filme tornou-se um retorno financeiro para a Metro-Goldwyn-Mayer após o fracasso de bilheterias de Ben-Hur, sendo também o segundo maior lançamento da companhia no ano de 2016, juntamente com Me Before You, lançado em junho daquele ano.
Outros países
O filme foi estimado em 100 milhões de dólares, enquanto prognósticos de bilheterias estrangeiras esperavam um total similar a The Hateful Eight, que arrecadou pouco mais de 101 milhões de dólares. O filme foi lançado na Coreia do Sul (seu primeiro mercado internacional) em 14 de setembro de 2016, arrecadando 5.1 milhões de dólares na estreia e fechando em terceiro lugar nas bilheterias do país, atrás somente de The Age of Shadows e Ben-Hur. No fim de semana seguinte, o filme estreou no Reino Unido, Irlanda, Alemanha e Rússia, arrecadando 19.2 milhões de dólares de 63 países (incluindo a Coreia). A IMAX arrecadou 1.4 milhão de 234 salas de cinema.
O filme estreou em primeiro lugar na Rússia, Espanha e Malásia e segundo lugar no Reino Unido e Irlanda (2.6 milhões), Alemanha (1.4 milhão) e Brasil (1.1 milhão).

### Recepção crítica
The Magnificent Seven recebeu críticas mistas com alguns críticos que elogiaram o elenco, mas afirmaram que o filme não ofereceu muito em originalidade e inovação. No site Rotten Tomatoes, o filme possui uma taxa de aprovação de 63% com base em 285 avaliações, com média de 6/10. O consenso do site define que o filme "nunca chega ao nível superlativo de seu título - ou do clássico em que foi inspirado - mas permanece como um suspense divertido em seus próprios méritos". No Metacritic, que acrescenta uma nota regular às avaliações, o filme é marcado com 54 de 100 pontos, baseado em 50 críticas, indicando avaliação "mista ou mediana". O público consultado pelo CinemaScore concedeu ao filme a nota de "A-" na escala de "A+ a F". 
Terri Schwartz, crítico da revista IGN, deu ao filme nota 6.7/10 e comentou: "The Magnificent Seven acaba sendo muito previsível para alcançar seu potencial total, mas a diversão que o elenco claramente teve ao fazê-lo permite que o filme seja uma aventura agradável enquanto dure. Fuqua faz seu melhor para adaptar o western para públicos moderno, mas no processo não captura o que tornou estes filmes grandes. A ação é grandiosa e polida, os personagens são carismáticos e o filme tem boa aparência, mas este não será um filme que permanece em sua memória muito tempo depois de você sair do cinema."
Richard Roeper, escrevendo para o jornal Chicago Sun-Times, elogiou o filme e concedeu-o 3/4 estrelas. Roeper comentou: "Acima de tudo, este é um faroeste empolgante, eventualmente brega e cheio de ação reforçado pela performance impecável de Denzel Washington, pelo ótimo trabalho dos coadjuvantes e, sim, algumas das sequências de tiroteio mais impressionantemente coreografadas em minha memória recente."